# André Clarindo dos Santos
André Clarindo dos Santos, detto André Santos (San Paolo, 8 marzo 1983), è un ex calciatore brasiliano, di ruolo difensore.

## Carriera

### Club

#### Inizi
Ha esordito professionalmente per la Figueirense in una partita amichevole contro il Corinthians giocando come ala sinistra. È stato promosso in prima squadra il 10 luglio 2003. È andato in prestito nel 2005 al Flamengo. Santos ha giocato 22 partite nel Série A. Poi, sempre in Série A, ha giocato 28 partite e segnato 17 gol con l'Atlético Mineiro.

#### Corinthians
Si è unito al Corinthias nel 2008, con la Figueirense che ha trattenuto il 50% dei diritti economici per la tassa per un trasferimento futuro. L'accordo è stato parzialmente finanziato da DIS Esporte, che poi ha venduto al Corinthians il 22,5% dei diritti al gruppo di investimento, insieme a Dentinho e Renato, per un totale di R $ 5,4 milioni Il Corinhians ha venduto anche il 40% dei diritti a Turbo Sports, per 3,6 milioni di dollari dopo aver stretto una partnership con l'investitore permettendo alla Figueirense di tenere il 50% dei diritti, mentre il Corinthians ottenne il 37,5% dei diritti di proprietà. Ma il Corinthians non ha pagato a Sport Turbo la sua parte della quota di trasferimento (al Fenerbahçe), e l'azienda ha in seguito citato in giudizio il Corinthians.
Santos è stato poi dirottato con successo sulla fascia sinistra in difesa. Ha vinto la Serie B, Copa do Brasil e Campeonato Paulista prima di lasciare il club.

#### Fenerbahçe

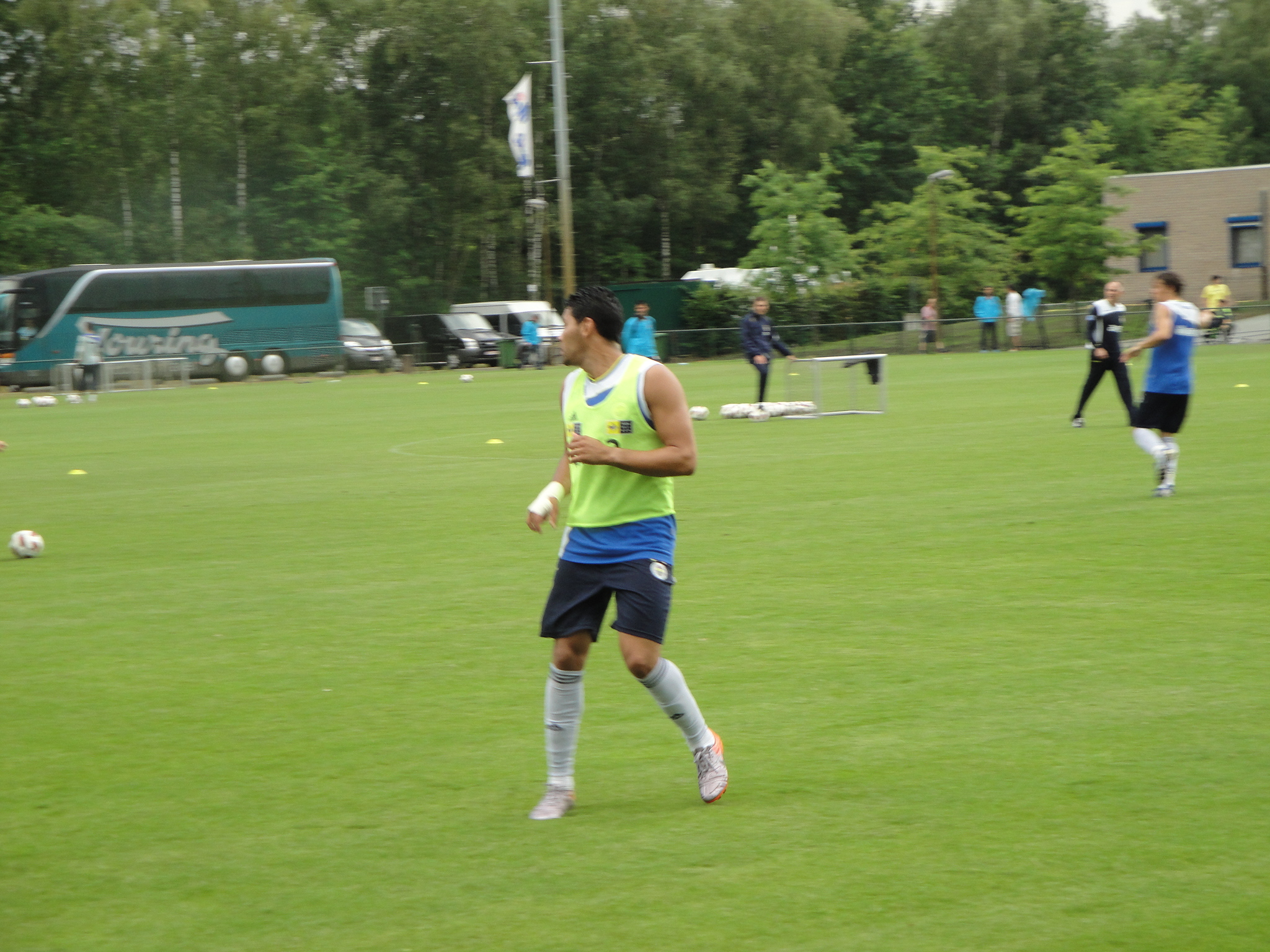
Santos in allenamento con il Fenerbahçe

Il 20 luglio 2009, entra a far parte del club turco del Fenerbahçe insieme al suo compagno di squadra nel Corinthians, Cristian Oliveira Baroni, firmando un contratto di cinque anni.
André Santos, che è costato € 9 milioni, ha giocato ala sinistra nel Fenerbahçe, conquistando il posto di titolare superando un altro famoso calciatore brasiliano: Roberto Carlos che è stato poi venduto al Corinthians.
Ha segnato un totale di 10 gol in 52 partite di campionato per sua la squadra. Ha segnato 5 gol in 25 presenze nella Super League turca nella stagione 2010-2011, diventando così il miglior marcatore nel ruolo di terzino sinistro in Turchia. Il Fenerbahce è stato coinvolto in uno scandalo per partite truccate e sono stati rimossi dalla UEFA Champions League ed è stato sostituito dai rivali del Trabzonspor che ha chiuso la stagione 2010/2011 secondi classificati per differenza reti, dietro il Fenerbahce. Il 29 agosto 2011, Arsenal ha concordato il trasferimento di André Santos per £ 6,2 m dal club turco a quello inglese dei gunner.

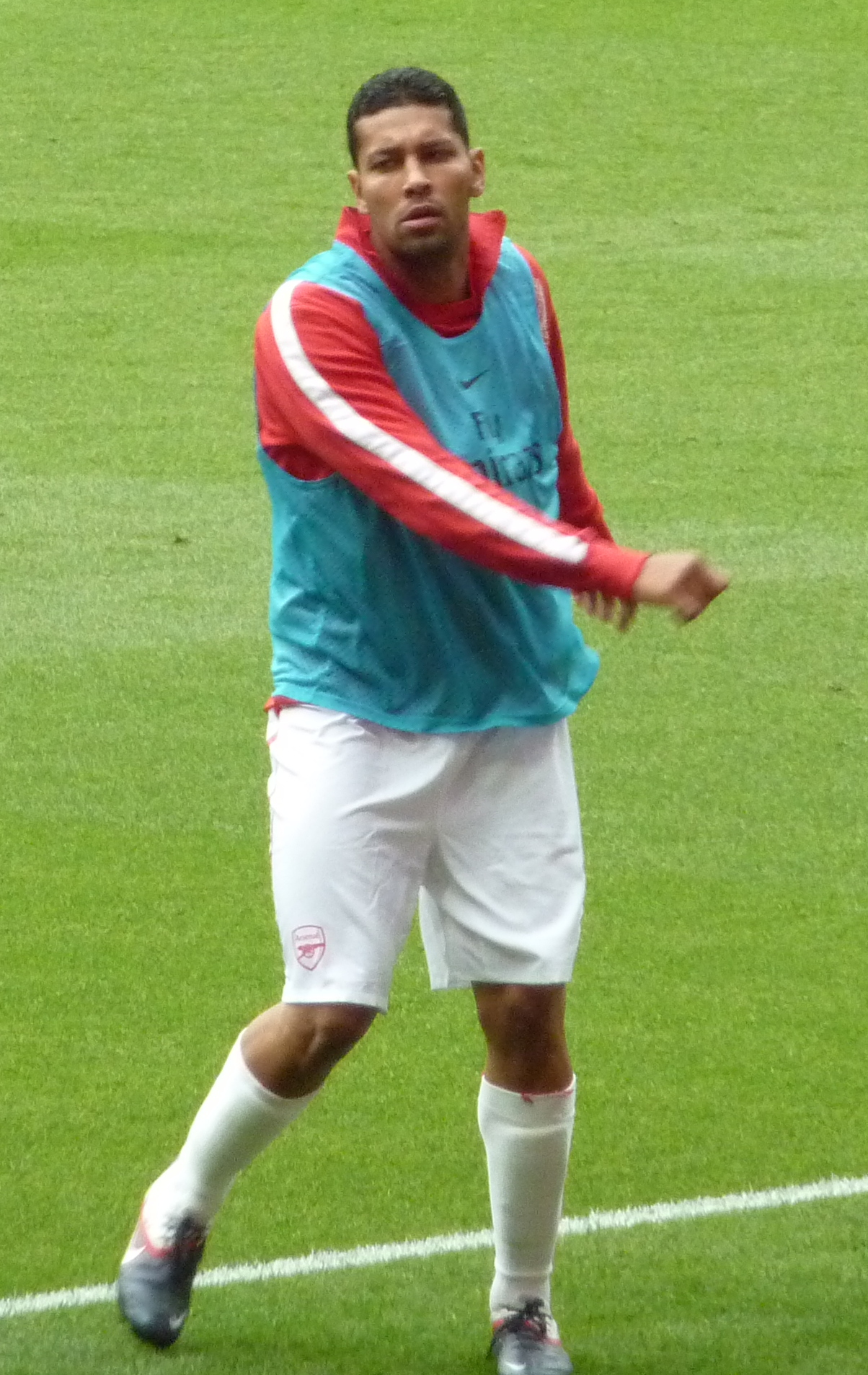
Santos durante il riscaldamento con l'Arsenal

Santos in seguito disse che non aveva abbandonando una nave che affonda lasciando il Fenerbahce, insistendo che amava giocare per loro. "Lascio il Fenerbahce dalla porta d'ingresso", Santos ha detto ai giornalisti all'aeroporto di Istanbul il 31 agosto. "Mi piace il paese, Istanbul e il popolo turco. Posso tornare qui nelle ultime fasi della mia carriera. Ero felice al Fenerbahce, ma ho fatto la cosa giusta per la mia carriera.

#### Arsenal
Il 31 agosto 2011 ha firmato per l'Arsenal un contratto a lungo termine. Gli è stato dato il numero 11 sulla maglia. Il Fenerbahçe SK ha annunciato che la tassa per il trasferimento è pari a € 7 milioni.
Ha fatto il suo debutto per i Gunners il 17 settembre, contro il Blackburn a Ewood Park in una partita di Barclays Premier League, giocando tutti i 90 minuti da terzino sinistro in una sconfitta per 4-3. Il 28 settembre, ha segnato il suo primo gol per l'Arsenal nella vittoria per 2-1 sul Olympiacos in una partita di UEFA Champions League. Il suo primo gol in Premier League è stato il secondo gol nella vittoria per 5-3 contro i rivali locali, il Chelsea a Stamford Bridge il 29 ottobre 2011.

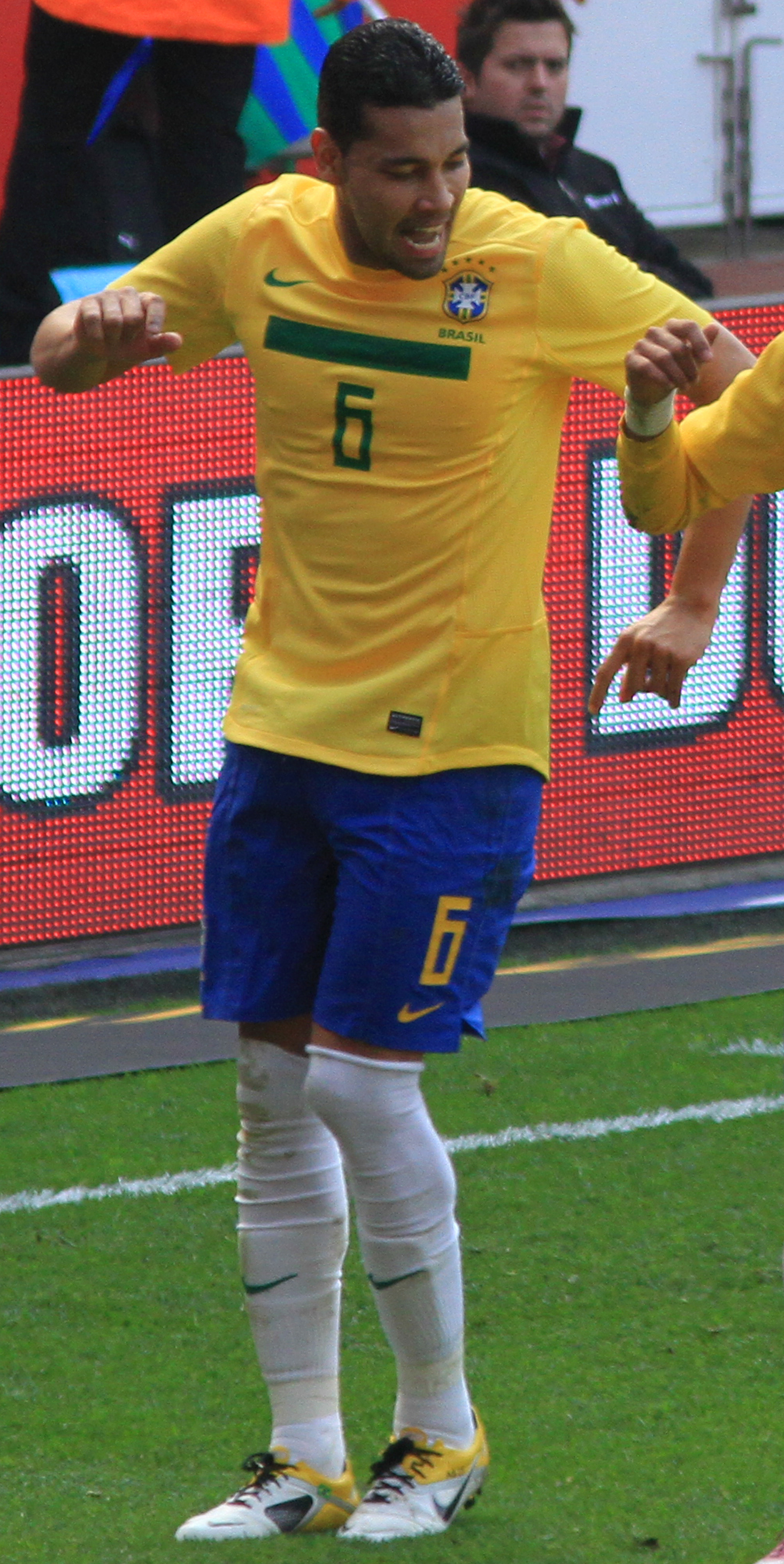
Santos esulta dopo un gol con la nazionale

#### Gremio e Flamengo
L'11 febbraio 2013 si trasferisce al Grêmio in prestito fino a fine stagione.
Il 21 luglio 2013, scaduto il prestito al Grêmio, viene ceduto al Flamengo, con cui firma un contratto biennale.

#### Goa
Il 29 settembre 2014 viene ingaggiato dal Goa, club militante nella neonata Indian Super League.

### Nazionale
Il 21 maggio 2009 è stato convocato per la prima volta in nazionale per prendere parte alla Confederations Cup e alle qualificazioni per Sudafrica 2010. Il 15 giugno debutta con la maglia verdeoro, subentrando nel corso dell'incontro Brasile-Egitto della fase a gironi della Confederations. Nelle altre quattro partite giocò da titolare: durante la finale contro gli Stati Uniti ricevette un cartellino giallo, e al 66º minuto venne sostituito da Dani Alves. In seguito però non trovò spazio, in quanto Dunga gli preferì Michel Bastos e Gilberto Silva: non fu quindi convocato per il Mondiale 2010. Con l'arrivo di Mano Menezes sulla panchina della Seleção, André Santos tornò ad essere convocato.

## Palmarès

### Club

#### Competizioni statali
- Campionato Catarinense: 1

Figueirense: 2004
- Campionato paulista: 1

Corinthians: 2009
- Campionato Carioca: 1

Flamengo: 2014

#### Competizioni nazionali
- Campionato brasiliano di seconda divisione: 2

Atlético Mineiro: 2006
Corinthians: 2008
- Coppa del Brasile: 1

Corinthians: 2009
- Campionato turco: 1

Fenerbahçe: 2010-2011
- Coppa di Turchia: 1

Fenerbahçe: 2011-2012
- Challenge League: 1

Grasshoppers: 2020-2021

### Nazionale
- Confederations Cup: 1

2009